# Mamadou Serov Traoré
Mamadou Serov Traoré (Bamako, 3 de octubre de 1994) es un futbolista profesional maliense que juega de defensa en el Dalian Yingbo de la Superliga de China.

## Trayectoria
Llegó como inmigrante a Algeciras, España, en el año 2011. Posteriormente se trasladaría a la ciudad de Murcia, en donde participó de un equipo juvenil llamado UCAM Murcía. Estando allí, un ojeador del Elche C. F. lo miró jugar y lo reclutó para el equipo blanquiverde. 
En junio de 2012 firmó para el Elche Club de Fútbol por tres temporadas. Sin embargo, no permaneció durante las tres temporadas con el Elche, pues para la temporada 2013-14 fue cedido al Alicante Club de Fútbol y luego al Stade Malien de su país.

## Selección nacional
Ha sido internacional con la selección de fútbol de Malí en categoría sub-20, sub-23 y absoluta.

## Clubes
| Club                     | País           | Año       |
| ------------------------ | -------------- | --------- |
| Elche Ilicitano C. F.    | España         | 2012-2013 |
| Alicante C. F.           | España         | 2013      |
| Stade Malien             | Mali           | 2014      |
| SW Florida Adrenaline    | Estados Unidos | 2015      |
| Platense F. C.           | Honduras       | 2015-2016 |
| U. D. Alta de Lisboa     | Portugal       | 2016-2017 |
| C. S. Marítimo "B"       | Portugal       | 2017-2020 |
| S. C. União Torreense    | Portugal       | 2020-2021 |
| C. F. Estrela de Amadora | Portugal       | 2021-2022 |
| F. K. Vojvodina          | Serbia         | 2022-2023 |
| Muaither S. C.           | Catar          | 2023-2024 |
| Beijing Guoan            | China          | 2024      |
| Dalian Yingbo            | China          | 2025-     |

## Palmarés

### Títulos nacionales
| Título                   | Club         | País | Año  |
| ------------------------ | ------------ | ---- | ---- |
| Primera División de Malí | Stade Malien | Mali | 2014 |